# Edsviken
Edsviken ist ein lang gestreckter und schmaler Ostseearm in den schwedischen  Gemeinden Solna, Sollentuna und Danderyd in der Nähe Stockholms. Der Edsviken ist ca. 7,7 km lang, hat eine Fläche von ca. 3,6 Quadratkilometern und eine maximale Tiefe von ca. 20 Metern.
Edsviken ist ein Brackwassersee mit einzigartigen Bedingungen für Flora und Fauna. Hier wachsen u. a. die Gewöhnliche Strandsimse und das in Schweden sehr seltene Sumpf-Vergissmeinnicht. Auch die Vogelwelt ist ungewöhnlich, hier leben der Austernfischer, ein typischer Küstenvogel, und die Weißwangengans. Im Edsviken gibt es auch einen reichen Fischbestand bestehend aus Barsch, Brachse, Hecht, Kaulbarsch, Zander und zeitweise Atlantischem Hering.
Am Nordende des Edsviken befindet sich das Schloss Edsberg (Edsbergs slott) und weiter südlich das Schloss Ulriksdal (Ulriksdals slott). Der südwestliche Teil des Edsviken gehört zum Nationalsstadtpark Ekoparken.

## Bilder

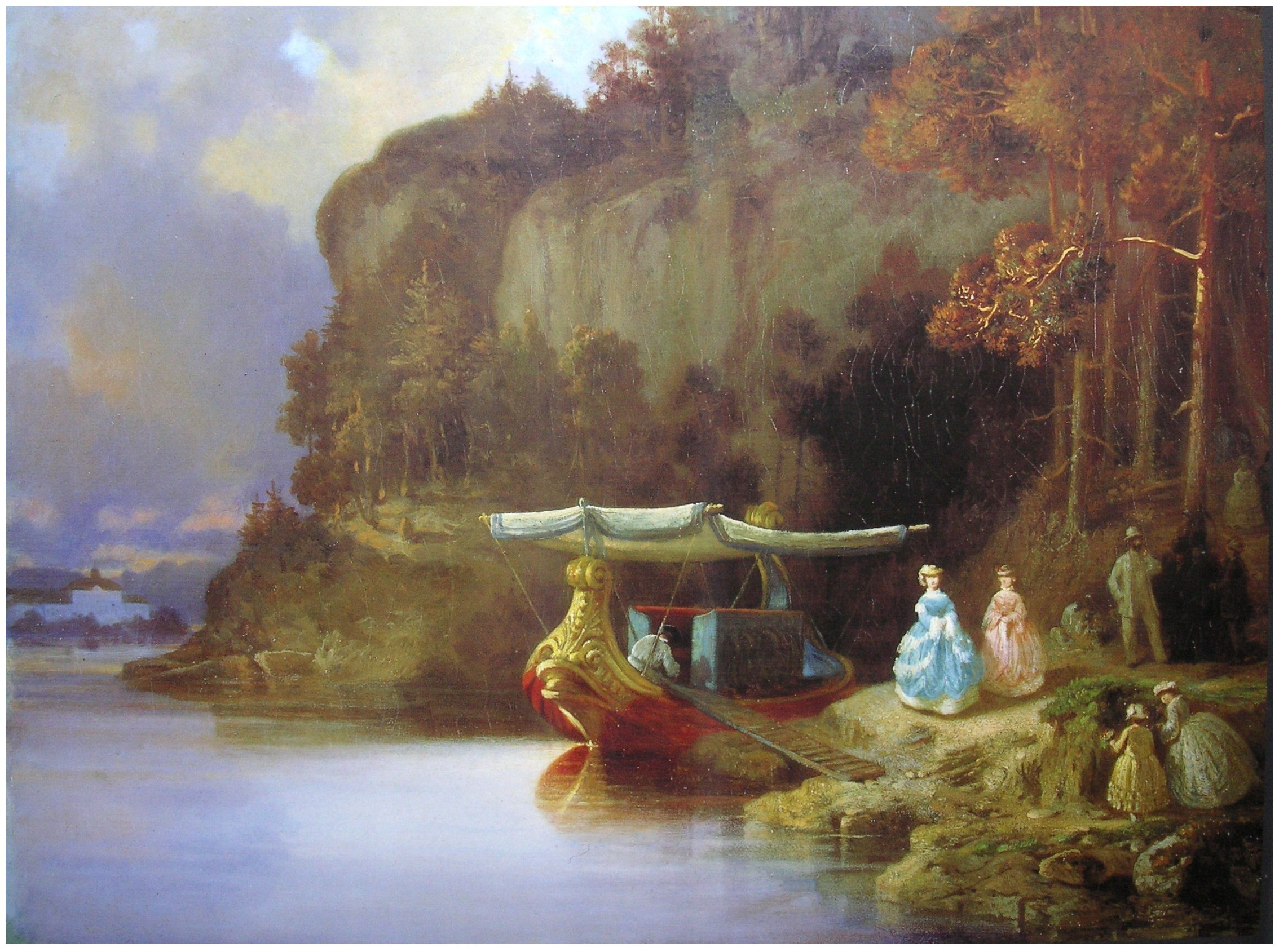
"Utsikt över Edsviken" 1865 Gemälde von Johan Christoffer Boklund
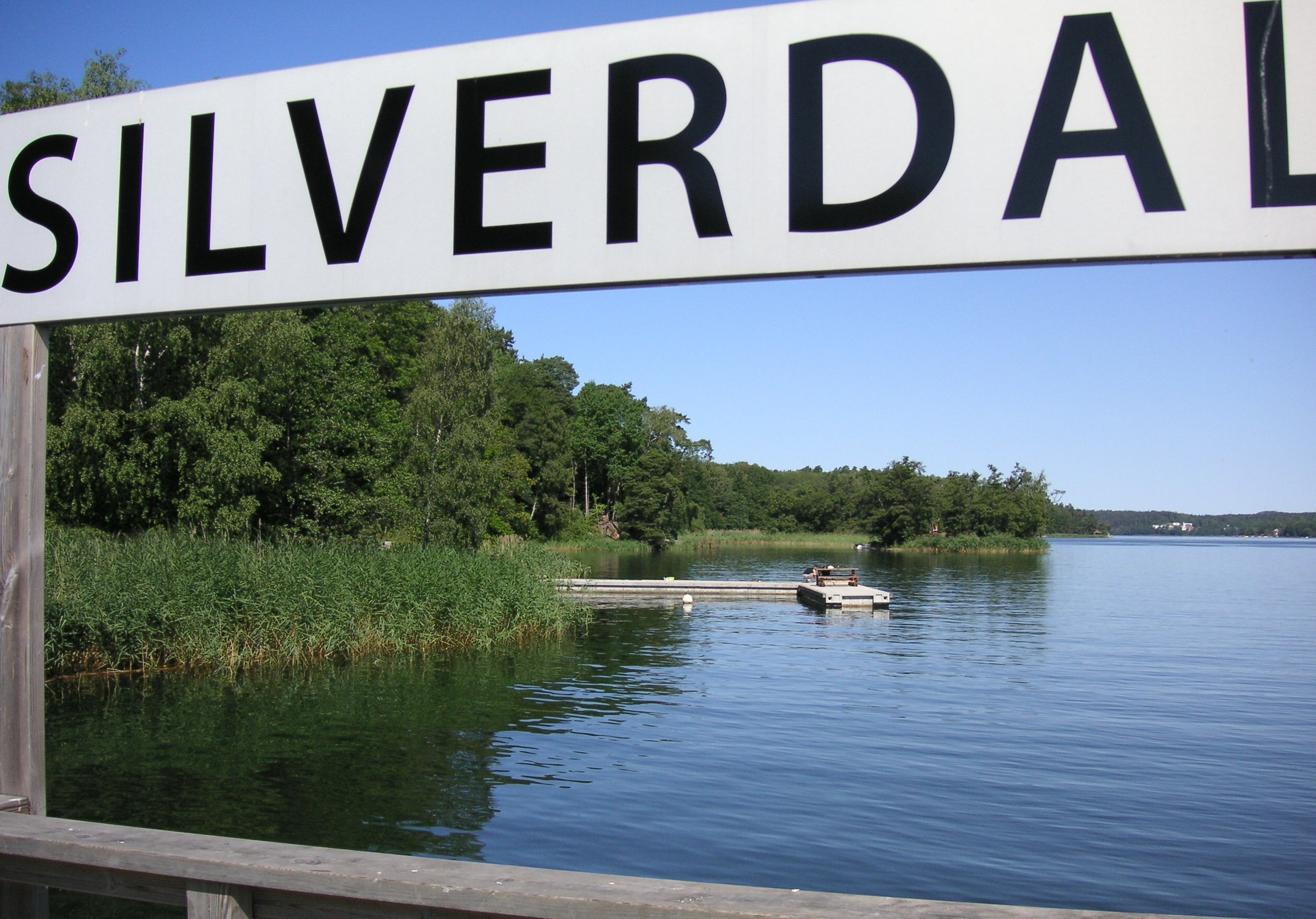
Edsviken Bootanleger "Silverdal" im Juli 2006
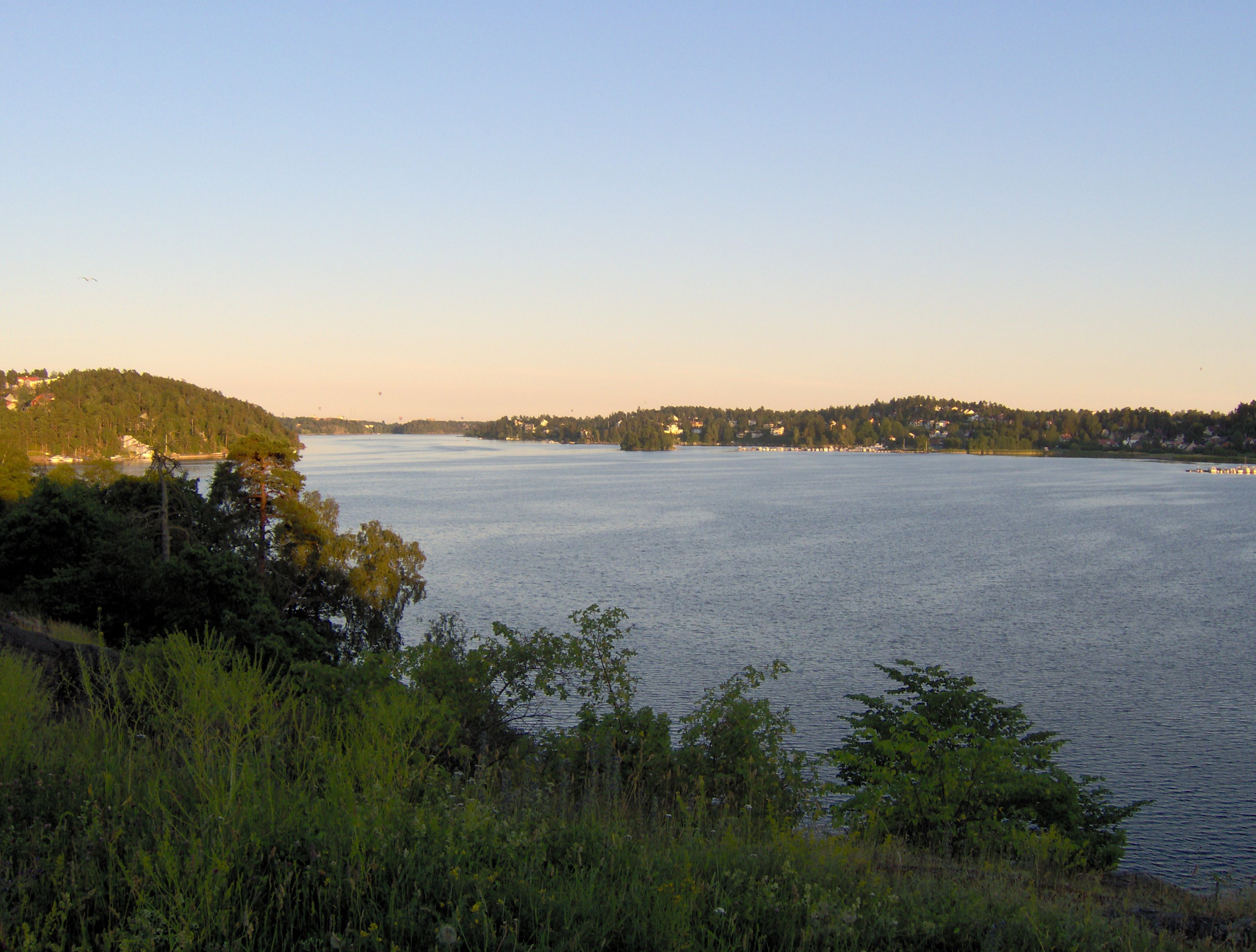
Edsviken von der Kunsthalle "Stallbacken" aus gesehen